# 恋のキュート・ビート/ミスターU.S.A.
「恋のキュート・ビート/ミスターU.S.A.」（こいのキュート・ビート/ミスターユーエスエー）は、SUPER MONKEY'Sの1stシングル。

## 概要
- 安室奈美恵及びMAXの源流グループ、SUPER MONKEY'Sのデビューシングル。
- クレジットは「恋のキュート・ビート」が先行しているが、TV披露はされておらず、「ミスターU.S.A.」が実質メイン扱いであった。

尚、「恋のキュート・ビート」はSUPER MONKEY'S関連の楽曲では唯一、メンバー全員にソロパートが与えられている。
- メンバー曰く、どちらをメインにするか迷ったため、沖縄アクターズスクールに戻りみんなにどちらが良いか聞いてもらったところ「恋のキュート・ビート」が選ばれたが、結局大人の判断で「ミスターU.S.A.」がメインになったとの事。

スクール生が「恋のキュート・ビート」を選んだのは、全員にソロパートがあったため、メンバーに気をつかった結果だった事が後年判明した。
- ロッテアイスのCMソングに起用された「ミスターU.S.A.」は、ブレイク以前の楽曲では唯一のミュージック・ビデオが制作された。
- CD・TV披露共に安室がメインボーカルだったが、タイアップとなった「シリアルアイス」の初期CMでは、リーダーの牧野アンナの歌唱による別バージョンが使用されていた。
- 「ミスターU.S.A.」は作曲者の小森田実が1994年のアルバム「Ivy's」にて歌詞違い及び「世界で一番のキス」というタイトルでセルフカバーしている。
- 安室奈美恵単独として長らく披露されることがなかったが、2017年9月16日に地元である沖縄にて開催された25周年記念野外ライブ『namie amuro 25th ANNIVERSARY LIVE in OKINAWA』にて実に22年振りに「ミスターU.S.A.」が披露された。
- 「恋のキュート・ビート」はデビュー以降安室奈美恵が披露する事はなかったが、他のメンバーによって数回披露された事がある。

2018年にMAXのNANAがソロイベント『NANA Presents 742☆～LIVE & TALK 25～』にて、昼の部ではMINAと、夜の部では牧野アンナとデュオの形で披露された。2022年に開催された『沖縄アクターズスクール大復活』では、安室奈美恵を除く初代スーパーモンキーズメンバー4人で披露された。前者は振り付けが分かるビデオが見つからずうろ覚え状態での披露だったが、後者ではビデオが見つかり当時の振り付けを再現して披露している。

## 収録曲
全作曲・全編曲：小森田実
1. 恋のキュート・ビート
作詞：小森田実
2. ミスターU.S.A.
作詞：売野雅勇
3. 恋のキュート・ビート (オリジナルカラオケ)
4. ミスターU.S.A. (オリジナルカラオケ)

## タイアップ
- 恋のキュート・ビート
  - 日本テレビ系『クイズ世界はSHOW by ショーバイ!!』エンディングテーマ
- ミスターU.S.A.
  - ロッテ「シリアルアイス」CMソング

## 収録作品
| 規格                    | タイトル                                                                             | 種類                    | 備考                                                    |
| 1. 恋のキュート・ビート | 1. 恋のキュート・ビート                                                              | 1. 恋のキュート・ビート | 1. 恋のキュート・ビート                                 |
| ----------------------- | ------------------------------------------------------------------------------------ | ----------------------- | ------------------------------------------------------- |
| CD                      | ORIGINAL TRACKS VOL.1                                                                | ベストアルバム          | 項目参照                                                |
| 1. ミスターU.S.A.       |                                                                                      |                         |                                                         |
| CD                      | ORIGINAL TRACKS VOL.1                                                                | ベストアルバム          | 項目参照                                                |
| CD                      | Finally                                                                              | ベストアルバム          | 楽曲を再録・ニューレコーディングで収録。                |
| 配信限定                | namie amuro 25th ANNIVERSARY LIVE in OKINAWA at 宜野湾海浜公園野外特設会場 2017.9.16 | 配信限定ライヴアルバム  | 項目参照                                                |
| 映像作品                | namie amuro 25th ANNIVERSARY LIVE in OKINAWA                                         | ライヴ映像              | - 『namie amuro Final Tour 2018 〜Finally〜』内に付属。 |

## カバー
- 小森田実 - 『Ivy's』（1994年3月15日）※世界で一番のキス